# La Rulles La Grande 10
La Rulles La Grande 10 is een Belgisch bier van hoge gisting.
Het bier wordt sinds 2010 gebrouwen in Brasserie Artisanale de Rulles te Rulles.
Het is een donkerblond bier met een alcoholpercentage van 10%. Dit bier werd gelanceerd ter gelegenheid van het 10-jarig bestaan van de brouwerij. Het bier is verkrijgbaar in flessen van 33cl en 75cl. De etiketten werden ontworpen door illustrator PaliX (Pierre-Alexandre Haquin).